# Orectochilus nipponensis
Orectochilus nipponensis is een keversoort uit de familie van schrijvertjes (Gyrinidae). De wetenschappelijke naam van de soort is voor het eerst geldig gepubliceerd in 1910 door Zaitzev.